# シナリオ (TRPG)
シナリオとは、テーブルトークRPG(TRPG)における用語の1つである。
一回のセッションの中でプレイヤーキャラクターが冒険する舞台の設定や、遭遇する事件の内容、
事件を通して語られるストーリーのプロット（物語の要約）などを包括的にまとめた資料のことである

。
ゲームマスター(GM)はシナリオを参考にしてゲームプレイの運営を行う。

## 概要
演劇や映画の脚本になぞらえて「シナリオ (Scenario)」と呼ばれるが、TRPGのシナリオではゲームルールに即した記述が付記されることが多いため、一般的な意味での脚本とはイメージが大きく異なる。
例えば、「モンスターとの戦闘が発生するシーン」についての記述がシナリオ内にある場合は、そのモンスターのゲーム的なデータが付記される場合がある。
「プレイヤーキャラクターが転がってくる大きな岩に追いかけられるシーン」について記述しているシナリオでは、その岩から逃げるための行為判定の方法が付記される場合もある。
ゲームルールに即した記述がされているTRPGのシナリオは、基本的に特定のTRPGシステムのために作られたものである。
使用するTRPGシステムを限定せずに書かれたシナリオの場合、ゲームルールに即した記述はほとんどされない。
シナリオはゲームシステムごとに市販されているものもあるが、ユーザーにより自作することもできる。
ほとんどのTRPGでは、自作に必要な情報がルールブックに記載されている。
TRPGでは、プレイヤーがシナリオの内容を事前に知らない方が楽しめることを考慮して、自作したシナリオを自分で遊ぶときは、自作した人物がゲームマスターを担当することが推奨される。

## シナリオとアドリブ
TRPGではプレイヤーキャラクター(PC)の意外な行動の結果、シナリオ内で書かれているプロット通りに事件を起こせなくなることがある。
PCがシナリオのプロットから外れた行動をとった場合、ゲームマスターは自身の判断によって、その場でシナリオを無視してアドリブで対応するようにするか、
またはできる限りアドリブは少なくして、元のプロット通りの展開に復帰させる、といったことを選択できる

。
例えば、「ある貴族が誘拐された娘の奪還を依頼するためPCたちとの面会を申し出たというシーン」において、PCがなんらかの理由によって、その貴族を面会の場で殺害したとする。
そうなると「誘拐団との戦いを描いたシナリオ」のプロットは意味を成さなくなる。
この場合、ゲームマスターは「殺人犯として衛兵に追われるPCたちがいかに国外脱出できるか」などといった新たなプロットをその場ででっちあげ、
そのプロットに相応しいイベントを、ゲームプレイを運営するのと同時に作り上げていかなくてはならない。
上述の例だと、「貴族を殺したことで身代金をとれなくなった誘拐団が腹いせにPCを襲う」というプロットにすれば、シナリオが本来想定している「誘拐団との戦いを描いたシナリオ」に復帰することが可能である。
また、PCが貴族を殺そうとしたときに、アドリブで「PCより強い護衛の騎士を乱入させてPCを捕縛させ、PCを解放する条件として貴族の依頼を引き受けさせる」という展開にすることもできる。

## シナリオの書式について
TRPGのシナリオの記述の書式そのものについて厳密なルールはない。シナリオの内容には以下のような例がある。
- プレイヤーキャラクターが今回のゲームプレイで冒険する舞台となる場所についての説明
- プレイヤーキャラクターが今回のゲームプレイで遭遇する事件・出来事についての内容。

以下、それぞれについて詳述する。

### 冒険の舞台についての説明
プレイヤーキャラクター(PC)が冒険することになる世界のマクロな設定(その世界にどんな国があり、どんな物理法則が働いているか、など)は、
市販のルールブックやサプリメントに書かれるか、ゲームマスターが定義する。
実際にPCが一回のゲームプレイで冒険する狭い地域(街やダンジョンなど)の設定についてはシナリオ単位で記述されることがある(特定の街の設定などについては、サプリメントに記述されることもある)。
舞台設定として何が必要かはシナリオによって違う。
ダンジョンを舞台にした冒険ならばダンジョンのマップなどが必要となり、街を舞台にする冒険ならば、その街の施設や著名な住人(NPC)の設定が有用となるだろう。
舞台設定は細かく書いてあればあるほど、PCの自由な行動に対応しやすくなる。
これは、PCがその舞台の中で様々な場所に訪れたとき、その場所に何があるかの情報をゲームマスターがすぐに参照できるためである。

### 遭遇する事件・出来事についての説明
例えば、「敵のアジトに侵入して誘拐された貴族の令嬢を救出するというイベント」がシナリオによって記述されている場合、その成否によって次に起こりうるイベントがシナリオ内で定義されることがある。
令嬢の救出に成功したならば「二日後には敵の追っ手がPCのいる町に潜入してくるというイベント」が発生し、失敗したならば、
「誘拐団が令嬢を隣国に輸送するために国外脱出するのでそれを追いかけるというイベント」が発生する、といった具合である。
このように、事件・出来事同士のつながり方を記載したものが、シナリオにおける背景ストーリー(物語)のプロットとなる。
ダンジョンに潜って延々と怪物退治と財宝略奪を行うようなハック&スラッシュなシナリオであったとしても、
PCがそのダンジョンに潜る原因となった事件・出来事を設定しておくことで、最低限のプロットが用意できる。
例えば、「オークの山賊団が隣村を襲い、村の秘宝である黄金の神像を盗んだ。
PCたちは村長からの神像奪還の依頼を引き受けオークの巣であるダンジョンに潜ることになる。
途中で見つけた財宝を略奪しながら、オークの首領が待ち受ける最下層へ向かう」という程度の設定でも、それがあるとないとではプレイヤーが感じる「物語」のイメージは大きく変わる。
TRPGは、ゲームプレイ中にPCがどのような行動を希望するかが事前に推測しきれないゲームである。
シナリオ内でプロットを組み立てておいても、そのプロットでは対応できない行動をPCがとることもある。
前述の令嬢救出の例でいえば、令嬢救出の成否だけでプロットを組んでいると、PCが誘拐団と同盟を結んでしまった場合に対処できない。
プロット（物語の要約）が複雑になればなるほど、PCが例外的行動をとった時のプロットへの復帰は困難となる。